# 홀리 우드라운

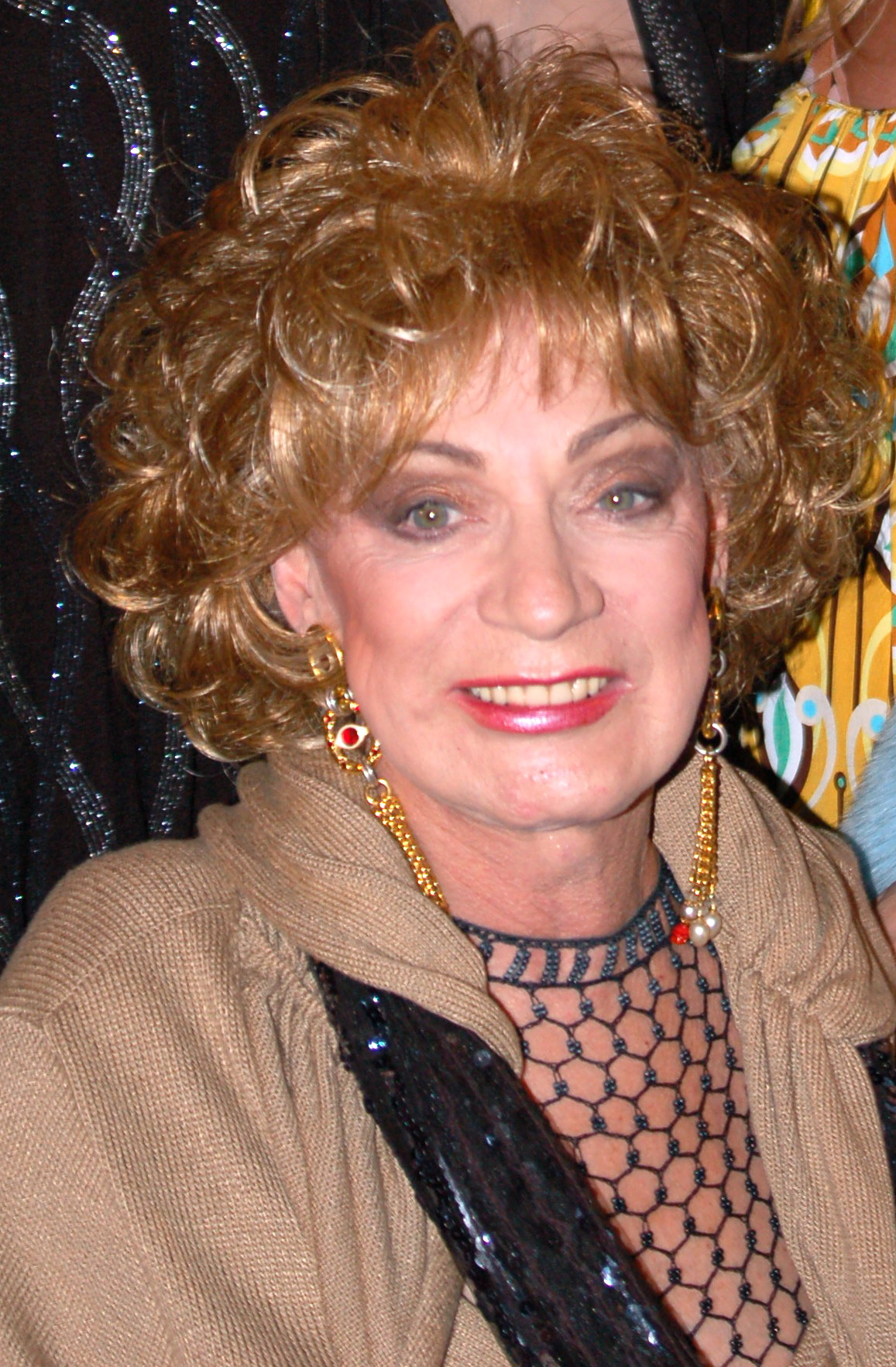

홀리 우드라운(Haroldo Santiago Franceschi Rodriguez Danhakl, 1946년 10월 26일 ~ 2015년 12월 6일)는 푸에르토리코의 연극 배우, 영화배우이다.
로스앤젤레스에서 사망하였다. 할리우드 포에버 공동묘지에 매장되었다.

## 영화
- 콘티넨탈 (2013년)
- 거짓말 (2011년) - 체리 역
- 뷰티 달링 (2010년)
- 알리바이 (2007년)
- 잭 스미스와 아틀란티스의 파멸 (2006년)
- 앤디 워홀 (2006년)
- 밀워키, 미네소타 (2003년)
- 코켓츠 (2002년) - 본인 역
- 트윈 폴스 아이다호 (1999년)